# L'ultimo dei Mohicani (serie animata)
 L'ultimo dei Mohicani è una serie televisiva a disegni animati tratta dal famoso romanzo L'ultimo dei Mohicani di James Fenimore Cooper e basata visivamente sul film omonimo di Michael Mann. È stata prodotta nel 2006 da Mondo TV e Rai Fiction in associazione con The Animation Band; si compone di ventisei episodi.

## Trama
Sullo sfondo dell'America settentrionale del 1700 s'intrecciano le storie di tre guerrieri, due Mohicani e un bianco cresciuto tra i nativi americani, e di due giovani inglesi, Cora ed Alice, figlie del colonnello Munro, uniti dal destino nell'arduo viaggio verso Fort Henry.

## Personaggi
- Occhio di falco (voce italiana: Andrea Ward) è un bianco cresciuto fin da piccolo con i Mohicani dopo la morte dei suoi genitori, pertanto la sua mentalità e il suo stile di vita sono quelle del popolo che lo ha allevato. Non conosce il suo nome di battesimo; " Occhio di Falco" è il nome datogli dagli indiani per la sua abilità con il fucile. È rispettato da tutti i coloni per il suo talento e considerato un temibile nemico dagli Uroni, che sempre per le sue capacità lo chiamano Lunga Carabina. Ha un carattere introverso ed un'indole orgogliosa, ma è sempre leale nei confronti dei compagni e non esita ad aiutare chi si trova in pericolo. Inizialmente questo suo atteggiamento lo porta a scontrarsi spesso con Alice, il cui carattere è altrettanto complicato, e fa molta fatica ad ammettere a sé stesso quali siano i suoi sentimenti nei confronti della ragazza. Il loro rapporto subisce una svolta definitiva dopo l'arrivo a Fort Henry, dove Occhio di Falco si troverà a dover fronteggiare Duncan, anch'egli innamorato di Alice. Dopo aver rischiato di essere condannato a morte da Munro padre di Alice e Cora ed essere stato salvato da Uncas e Grosso Serpente con l'aiuto del Dottor Gamut fugge con la sua famiglia adottiva seppur affranto di doversi separare da Alice cerca di dimenticarla ritenendo impossibile che potrà mai stare con lei seppur Grosso Serpente lo incoraggi a sperare che nulla è impossibile. Con grande sorpresa sarà proprio Alice che verrà a chiedergli aiuto supplicando lui e i Mohicani a salvare Cora che era stata rapita da Magua e Occhio di Falco seppur arrabbiato per quanto successo al forte decide di aiutarla e parte con Uncas e Grosso Serpente per Salvare Cora. Durante il viaggio finalmente capirà quanto Alice tenga a lui proteggendola in più occasioni. Verso la fine realizzerà i suoi sentimenti verso Alice che li ricambierà con gioia dimostrando che era sempre stato innamorato di lei fin dall'inizio ma che non aveva il coraggio di ammetterlo proprio come Alice. Dopo la morte di Grosso Serpente e Munro partirà con Alice per ricominciare una nuova vita insieme a lei.
- Uncas (voce italiana: Marco Vivio) è il figlio di Grosso Serpente, ultimo nato della stirpe dei Mohicani. È cresciuto con Occhio di Falco, che considera come un fratello. Uncas è un guerriero valoroso, abilissimo con il suo arco, e che non si tira indietro nemmeno quando si tratta di sfidare bestie selvagge a mani nude. Ama profondamente la sua casa, la foresta, e vuole ad ogni costo proteggerne l'armonia. Possiede un medaglione con inciso un cervo, l'animale sacro che protegge gli abitanti della foresta. Lo regalerà ad un giovane soldato francese con cui stringerà una salda amicizia; e questi, in cambio, lascia ad Uncas la croce che portava al collo. A lui gli Uroni hanno dato il nome di Cervo Agile. Il giovane guerriero s'innamora a prima vista di Cora, figlia minore del colonnello Munro. Talvolta le profonde differenze tra le loro culture sembrano scoraggiarlo, anche se in realtà Uncas ha semplicemente paura di perdere la ragazza. Nonostante tutto, ha grande fiducia in lei e lo dimostra lasciandola al forte da suo padre, che non accettava la relazione tra i due. Sa che il loro amore potrà sopravvivere a qualunque distanza. Quando Occhio di Falco viene arrestato ingiustamente e rischia di essere condannato a morte non esita un secondo col padre e il Dottor Gamut a correre in suo aiuto e salvarlo per poi andare via col fratello adottivo e il padre seppur affranto a doversi separare da Cora ma il padre lo incoraggia a mantenere la speranza che un giorno potranno stare insieme. Quando Alice viene a chiedere il suo aiuto informandolo che Cora è stata rapita da Magua per renderla la propria moglie Uncas e suo padre e il fratello adottivo non esitano un secondo a entrare in azione per salvare Cora. Dopo aver inseguito in lungo e in largo Magua riuscirà alla fine a ritrovare Cora che viene consegnata all'urone dai Delaware da cui la ragazza aveva trovato rifugio per non scontentarlo. Questo per Uncas sarà l'ultima goccia e incoraggerà i Delaware a reagire e smettere di avere paura e combattere gli uroni e sconfiggerli per mettere fine alle loro prepotenze una volta per tutte. Uncas messosi alla guida dei Delaware con l'aiuto del padre e di Occhio di Falco riesce a sconfiggere definitivamente gli uroni e a uccidere Magua e salvare così Cora e a restituire ai Delaware la libertà. Purtroppo la vittoria costa la vita a Munro e al padre rimasti feriti gravemente. Dopo la morte del padre chiederà allo spirito del padre di conservare un posto per lui in cielo in quanto lui è l'ultimo dei mohicani per poi partire con Cora per una nuova vita insieme a lei.
- Cora Munro (voce italiana: Barbara Pitotti) è la figlia minore del colonnello. Ragazza sveglia e coraggiosa, aperta al nuovo mondo e priva di pregiudizi nei confronti degli indiani, manifesta subito una grande sintonia con il mondo dei Mohicani e vive il viaggio di ritorno al forte come una splendida avventura. Anche per Cora, non appena incrocia lo sguardo di Uncas, è amore a prima vista. Lei non ha paura delle differenze tra i loro mondi, né dell'opposizione del padre, ma soffre molto sentendosi incompresa da questi e talvolta dalla stessa Alice. Cora è disposta a rinunciare a tutto pur di trascorrere il resto della sua vita con Uncas e non esiterebbe ad abbandonare Fort Henry se Uncas non la convincesse a rimanere, sicuro del sentimento che li lega. Cora è contesa da Magua e Uncas. Magua la vuole in sposa per vendetta contro Munro ma spesso dimostra dell'amore nei suoi confronti. Dopo la fine dell'assedio contro i francesi Magua tende loro un agguato con i suoi uroni e massacra il reggimento e Cora viene rapita da Magua e portata dall'urone in lungo e in largo per farle raggiungere il suo villaggio e sposarla tentando di mostrare il suo lato dolce ma Cora lo disprezza e lo rifiuta in più volte tuttavia con grande sorpresa della ragazza Magua è disposto a sopportare di tutto pur di farla cedere consapevole del fatto che Cora non potrà dirgli di nò per sempre. Alla fine dopo una sfida tra Magua e Uncas che è vinta da Uncas nonostante ciò l'urone ottiene comunque Cora dai Delaware per non scontentare Magua e la ragazza ormai giunge al punto di non ritorno ma a sorpresa Uncas riesce a schierare i Delaware contro Magua e a battere lui e gli uroni e a sconfiggere e uccidere Magua in duello ma durante lo scontro il padre di Cora e di Uncas muoiono e la ragazza assiste col mohicano al funerale dei loro padri per poi partire con Uncas come sua sposa verso una nuova vita.
- Alice Munro (voce italiana: Emanuela D'Amico) è la sorella maggiore di Cora. Alice ha un carattere a dir poco opposto a quello della sorella: ama la propria vita e la cultura inglese, dimostrandosi molto più incline a disprezzare quella indiana. Il viaggio verso Fort Henry le appare come un incubo e la sua unica fonte di speranza e il pensiero che presto rivedrà il padre e l'amato Duncan. Il suo carattere indisponente è causa di continui battibecchi con Occhio di Falco, che mal sopporta la sua ben poca riconoscenza nei confronti dei propri salvatori. Spesso Cora le fa notare che il suo presunto odio verso l'uomo è dovuto al fatto che egli è totalmente diverso da Duncan: Alice è abituata a sentirsi dire sempre " sì", ad avere a completa disposizione le persone intorno a sé, mentre Occhio di Falco non ha alcun problema nello zittirla o nel contraddirla. Alla lunga però, sarà proprio questo carattere ad affascinare Alice, che si sente inspiegabilmente attratta da quell'uomo così diverso da quelli che vivono nel suo mondo. Tanto che, una volta raggiunto Fort Henry, la ragazza non è più certa dei propri sentimenti verso Duncan e si trova in balìa di un conflitto interiore in piena regola. Dopo che Cora viene rapita sarà lei a chiedere aiuto ai mohicani per salvare la sorella nonostante il parere contrario del padre tutto questo cambierà la sua ottica di vista delle cose vedendo il mondo degli indiani con occhi diversi e capendo come era stato per Occhio di Falco quando si è adattato a quella vita diventando proprio come lui e alla fine innamoratasi dell'uomo che prima non sopportava gli dichiarerà i suoi sentimenti venendo ricambiata. Dopo la morte di Magua assiste alla morte del padre e a quello di Uncas e in seguito al funerale dei loro padri per poi partire con Occhio di Falco come sua sposa verso una nuova vita. Alice indossa un vestito azzurro meno pratico di quello che porta la sorella, che le causa diverse difficoltà a nuotare ogni qual volta è necessario. Occhio di Falco, in una di queste occasioni, le consiglia di " alleggerirlo di qualche sottana", se non vuole affogare. Alice si mostra, ovviamente, molto risentita; tuttavia a fine episodio, quando Occhio di Falco le domanda se ha seguito il suo consiglio, la ragazza risponde che non lo saprà mai, mentre si vedono chiaramente i resti di una gonna gettati nella vegetazione alle loro spalle.
- Grosso Serpente (voce italiana: Ambrogio Colombo) è il padre di Uncas e colui che ha cresciuto Occhio di Falco. Nonostante l'età è un combattente temibile, sia nella lotta che con il suo fucile. È un uomo molto saggio ed acuto, che tuttavia fatica a capire quella che egli stesso definisce "la follia dell'uomo bianco". Contrariamente a quanto ci si potrebbe aspettare, non è contrario alla relazione tra Uncas e Cora; ma sa bene a quali difficoltà andranno incontro i due giovani e cerca sempre di mettere in guardia il figlio perché non debba soffrirne. Diventa buon amico del dottor Gamut, perché, a detta sua, sa far ritrovare il sorriso anche in mezzo agli orrori della guerra. Dopo aver incontrato i Quaccheri rimane stupito del modo bizzarro in cui rifiutino la violenza ma ammette che seppur strani li ammira perché se tutti fossero pacifici come loro il mondo sarebbe privo di guerra. Quando Occhio di Falco viene arrestato ingiustamente e rischia di essere condannato a morte non esita un secondo col figlio e il Dottor Gamut a correre in suo aiuto e salvarlo per poi andare via con i suoi 2 figli seppur affranti a doversi separare da coloro che amano incoraggia entrambi a mantenere la speranza che un giorno potranno stare insieme alle ragazze di cui sono entrambi innamorati. Quando Alice viene a chiedere il suo aiuto informandolo che Cora è stata rapita da Magua per renderla la propria moglie Grosso Serpente e i suoi figli non esitano un secondo a entrare in azione per salvare Cora. Dopo aver inseguito in lungo e in largo Magua il gruppo riesce alla fine a ritrovare Cora che viene consegnata all'urone dai Delaware da cui la ragazza aveva trovato rifugio per non scontentarlo. Sarà in quel momento che Grosso serpente incoraggerà Uncas a non cedere supportandolo quando Uncas convincerà i Delaware a ribellarsi alle prepotenze degli uroni e sconfiggerli per sempre. Durante lo scontro finale affronta Magua riuscendo a metterlo alle strette ma all'ultimo l'urone lo attacca vigliaccamente pugnalandolo al cuore ma questa si rivelerà la rovina di Magua poiché Uncas assistendo a ciò ucciderà Magua trafiggendolo a sua volta al cuore col suo stesso pugnale. Grosso Serpente ferito gravemente dopo aver dato la sua benedizione a Uncas e Occhio di Falco muore sereno sapendo che i suoi figli saranno felici con le donne che amano.
- David Gamut (voce italiana: Oliviero Dinelli) è un medico e studioso britannico, rimasto da solo nella foresta in seguito ad alcune " disavventure scientifiche" (ha smarrito le proprie guide inseguendo una farfalla ancora sconosciuta in Europa). Piccolo di statura, rotondetto e non molto atletico, è tutt'altro che abile nel muoversi silenziosamente senza destare l'attenzione di eventuali nemici. Benché non sia certo un cuor di leone, si dimostra entusiasta di ogni nuova scoperta, che conta sempre di riferire ai colleghi d'oltreoceano. Fa amicizia con un simpatico orso, da lui chiamato Nootka, che lo protegge e lo sfama nella sua grotta; in cambio il medico gli racconta una serie di storie a cui l'animale sembra appassionarsi molto. Gamut salverà in più occasioni i mohicani diventando buon amico di Grosso Serpente. Sarà proprio Gamut il primo fra tutti a consigliare ad Alice di chiedere aiuto ai mohicani per salvare Cora quando viene rapita da Magua.
- Colonnello Munro (voce italiana: Raffaele Uzzi) è il padre di Cora e Alice e comanda Fort Henry, avamposto dell'esercito britannico. È un uomo ligio al dovere e devoto alla patria, ma pieno di riserve nei confronti degli indiani. Questo lo porterà a sottovalutare, erroneamente, l'amore della figlia Cora per Uncas, che egli considera dovuto all'eccitazione per l'avventura appena vissuta. Quando il generale Webb rifiuta di inviare rinforzi per aiutare gli inglesi a resistere all'assedio francese rifiuta di credere alle parole di Occhio di Falco che aveva appreso da una staffetta uccisa precedentemente da Magua che il generale non voleva aiutarli. Quando Occhio di Falco aiuta dei coloni ad andarsene dal forte fa arrestare il ragazzo per ribellione e né ordina la condanna a morte tuttavia il giovane cacciatore viene liberato da Uncas e Grosso Serpente riuscendo a fuggire. Sarà solo quando il generale Montcalm che gli mostrerà il messaggio di Webb preso da Magua che riconoscerà di aver fatto un errore e ad ammettere che Occhio di Falco gli aveva detto la verità e che deve accettare la resa. Quando Cora viene rapita da Magua si ritrova costretto a unirsi ai mohicani per salvare la figlia e durante il viaggio cambierà idea verso gli indiani diventando buon amico dei suoi compagni mettendo da parte le ostilità con Uncas riconoscendo il vero amore che lega Uncas e Cora.
- Duncan Heyward (voce italiana: Alessandro Vanni) è il braccio destro del Colonnello, soldato valoroso ma anch'egli di vedute strette nei confronti degli indiani. È innamorato di Alice e vorrebbe sposarla; al suo ritorno si accorge subito che Occhio di Falco costituisce un ostacolo alla loro relazione e i due uomini instaurano subito un rapporto conflittuale in quanto Duncan considera Occhio di Falco un villano mentre Occhio di Falco considera invece Duncan un damerino. Dopo che Cora viene rapita da Magua si ritrova costretto a unirsi ai mohicani per salvare la ragazza e durante il viaggio cambierà idea verso gli indiani diventando buon amico dei suoi compagni mettendo da parte le ostilità con Occhio di Falco. Alla fine della serie, quando Alice deciderà di mettersi con Occhio di Falco, dichiarerà il suo amore a Cerva Bianca, con la quale si fidanzerà subito dopo.
- Piccolo Pugnale (voce italiana: Alessio De Filippis) è un bambino indiano, padrone di Yaku, prigioniero di alcuni cacciatori bianchi che lo usano come schiavo. Liberato dal gruppo diretto a Fort Henry, proseguirà con loro per cercare la sorella scomparsa. È un ragazzino coraggioso e si sa muovere abilmente nella foresta. Durante l'avventura con i pellegrini quaccheri fa amicizia con il figlio di due coloni e si ferma per un po' a vivere con loro nella nuova terra che raggiungono grazie all'aiuto di Occhio di Falco e gli altri.
- Yaku è il lupo addomesticato di Piccolo Pugnale. Al loro primo incontro Occhio di Falco comprende subito che l'animale deve avere un padrone e grazie a Yaku riesce a salvare il bambino.
- Nootka è l'orso che fa amicizia con in dottor Gamut. Apparentemente feroce, in realtà nasconde un'indole golosa e socievole. Ha una predilezione per l'Odissea e presta sempre grande attenzione ai racconti del dottore, arrivando a mimare il punto in cui il racconto si è interrotto se per caso Gamut perde il filo del discorso. Nootka durante il viaggio darà aiuto al suo amico trovando infine una compagna con cui stare.
- Magua (voce italiana: Achille D'Aniello) è il capo degli Uroni, nemico giurato dei Mohicani. Odia il colonnello Munro e vuole vendicarsi di lui sconfiggendolo e sposando la figlia Cora, poiché questi distrusse il suo villaggio. Nonostante sia un guerriero spietato mostra di essere molto protettivo verso Cora infatti non esita a uccidere chi osa farle del male in quanto a modo suo la ama.
- Cerva Bianca è un'indiana che era stata salvata da bambina da Dupont che un tempo era una guida dei francesi che era rimasto orripilato dalla crudeltà degli uroni che avevano devastato il villaggio della ragazza portandola a vivere con lui amandola come se fosse sua figlia per poi costruire insieme a lei una taverna nel cuore del bosco nel tentativo di creare un posto in cui non ci fossero più guerre e crudeltà. Viene salvata dalla taverna in fiamme che era stata incendiata da un gruppo di cacciatori che l'avevano importunata che rimangono uccisi dal gruppo dei mohicani venuti in suo soccorso. Dopo la morte di Dupont, deciderà di aggregarsi al gruppo dei mohicani per salvare Cora. Alla fine della serie si scoprirà che è la sorella di Piccolo Pugnale e si fidanzerà con Duncan di cui è innamorata.

## Lista episodi e trama
1. La guerra: Le figlie del colonnello Munro, Cora e Alice, viaggiano su una carovana di coloni capeggiata dal giovane ufficiale Duncan Heyward, innamorato di Alice, dirette alla fortezza inglese Fort Edward, ma subiscono un attacco da parte della tribù degli Uroni, alleati dei francesi; per loro fortuna giungono a soccorrerli Occhio di Falco, Uncas e Grosso Serpente, che li aiutano prima nella difesa e poi nella fuga verso il fiume Hudson. Nello scontro la giovane Cora si innamora del guerriero mohicano Uncas.
2. Magua: Il colonnello Munro, che si stava ritirando verso Fort Henry, manda Magua a Fort Edward a richiedere rinforzi presso il generale Webb. Nel corso del viaggio Magua incontra i fuggitivi e propone loro una scorciatoia, ma Occhio di Falco, Grosso Serpente e Uncas lo smascherano come il capo degli Uroni, e lo mettono in fuga.
3. L'esploratore inglese: Lungo il viaggio verso il forte inglese i protagonisti si imbattono in un curioso individuo: David Gamut, un dottissimo entomologo inglese, con un'enorme propensione a cacciarsi nei guai, con la sua distrazione e ingenuità, che si unisce alla compagnia. In seguito però il gruppo viene rintracciato dai nemici uroni, e ripara in una grotta; all'arrivo delle tenebre si esauriscono le munizioni; allora decidono di gettarsi nella cascata da una piccola fessura nella caverna. Tuttavia Gamut e le ragazze non si fidano a gettarsi, e rimangono assediati, sperando che gli altri riescano a salvarli dall'esterno.
4. Nootka: Magua cattura Gamut e le ragazze, ma l'arrivo di un grosso orso fa fuggire i suoi guerrieri. Magua allora parla alle ragazze, confidando il suo odio verso loro padre e la sua volontà di sposare Cora. In quel mentre giunge Occhio di Falco insieme ai mohicani, e ingaggiano battaglia; al termine Magua, sconfitto, fugge gettandosi a capofitto nella cascata. In seguito viene recuperato anche Gamut, che nel frattempo aveva fatto amicizia con il grosso orso, che prende il nome di Nootka.
5. L'estate indiana: Durante il viaggio nella foresta il gruppo si imbatte in numerose figure umane: cacciatori bianchi di cervi e di castori, in cerca di fortuna vendendo corna e pelli. Un lupo addomesticato, Yaku, li conduce al loro accampamento; qui scoprono che un giovane indiano, Piccolo Pugnale, è tenuto prigioniero e fa loro da servitore. Inoltre, altri cacciatori sono sulle tracce di un grande orso, Nootka. Alla fine le cose si risolvono, e al gruppo si aggiungono Piccolo Pugnale e Yaku.
6. L'agguato: Duncan arriva a Fort Henry, e scopre che Magua e le ragazze non sono affatto arrivate come pensava; Munro allora lo manda in cerca di Magua. In quel mentre Piccolo Pugnale si stanca delle compagnia degli altri e parte in viaggio da solo; dopo poco tempo incontra Duncan con il suo reggimento, ma viene arrestato come spia urone, così il suo lupo Yaku fugge in cerca di Occhio di Falco e degli altri. Nel frattempo Magua si imbatte in Duncan, e si fa seguire verso un fantasioso nascondiglio delle ragazze; si tratta in realtà di una trappola, ma l'intervento dei mohicani la fa saltare. Un drappello di soldati riesce a riparare a Fort Henry, facendo sapere dell'infedeltà di Magua anche a Munro.
7. L'alce nero: Occhio di Falco, Uncas e Grosso Serpente si imbattono in un possente e gigantesco alce, che li aggredisce con l'intento di ucciderli. Dotato anche di una notevole intelligenza bestiale, i tre si trovano costretti alla scelta di uccidere per non essere uccisi, violando la legge indiana che vuole sacri gli alci. Appena in tempo si accorgono del motivo della sua ostilità: l'alce è il guardiano di una zona di foresta vergine, dove nessun umano non ha mai messo piede. I tre decidono allora di rinunciare alla caccia e fare ritorno all'accampamento.
8. L'armata fantasma: Duncan è impegnato con i suoi a ritardare l'armata francese in viaggio verso Fort Henry, ma è in pericolo; Magua suggerisce a Montcalm una tattica per sorprenderlo: far passare i soldati all'interno della foresta e sorprendere il nemico. Infatti una squadra di ricognitori inglesi trova i francesi, spostatisi, ma troppo tardi, ed uno solo riesce a salvarsi grazie l'aiuto dei mohicani.
9. La fattoria dei quaccheri: I protagonisti incontrano un villaggio di coloni quaccheri, di indole pacifica e dallo stile di vita rigido. Per sfuggire ai francesi accettano la loro ospitalità, scoprendo un modo tutto particolare di vivere. I francesi arrivano comunque però, costringendo i mohicani e gli altri a mascherarsi da quaccheri. Qui Alice comincia a innamorarsi lentamente di Occhio Di Falco dopo che l'aveva difesa dai soprusi di un soldato francese Magua decide di attaccare la fattoria anche contro il parere di Montcalm, e fa appiccare dappertutto il fuoco dai suoi uroni. I quaccheri vengono portati al sicuro dai mohicani che rimangono indietro a combattere gli uroni e vedendo il coraggio dei loro amici che stanno combattendo per proteggerli i quaccheri vengono in aiuto del gruppo e scacciano gli uroni insieme a loro. Mandati via gli invasori i quaccheri decidono di trasferirsi in un'altra valle per stare al sicuro dalla guerra.
10. Il cimitero indiano: I Mohicani e il resto del gruppo si uniscono ai coloni, e nel loro viaggio entrano in territorio Irochese, sotto il comando di Hendrick, vecchia conoscenza di Grosso Serpente. I coloni accettano l'ospitalità dei pellerossa, per poi ripartire il giorno seguente; la strada che devono fare si accorcerebbe molto se passassero attraverso il cimitero indiano, ma nessuno dei coloni osa l'affronto di violare il sacro terreno. Nessuno tranne il focoso John, che viene prontamente attaccato e ucciso. Medesima sorte toccherebbe a sua moglie e al loro bambino piccolo, il cui sangue laverebbe l'offesa durante il rituale, ma Grosso Serpente interviene offrendo il suo sangue per il rituale, salvando entrambi. Dopo un attacco di alcuni giovani Irochesi, nemici dell'uomo bianco, il gruppo giunge in una valle ospitale e disabitata, e i quaccheri decidono di stabilirsi lì e costruire la loro nuova dimora. Anche Piccolo Pugnale e Yaku rimangono lì.
11. Il francese: Munro attacca a sorpresa Montcalm, e anche le staffette francesi subiscono attacchi. Una di esse, rimasta ferita e salvata dai Mohicani, ha l'occasione di ricambiare il favore a Uncas, salvandolo da un disertore inglese. In seguito il giovane decide di continuare la sua missione, avvertendo Montcalm dell'arrivo di rinforzi, ma lo sforzo gli costa la vita.
12. Fort Henry: Dopo le ultime peripezie, il gruppo riesce finalmente ad arrivare a Fort Henry. Alice e Cora sono molto felici di rivedere il loro padre, il colonnello Munro che le accoglie con gioia e sollievo. Sono meno contenti Occhio di Falco e Uncas, trattati come selvaggi nonostante tutto quello che hanno fatto: le differenze tra i due mondi, i bianchi e gli indiani, sono sempre grandi. Inoltre, il colonnello non approva assolutamente la relazione tra Uncas e Cora. Uncas in un primo momento è tormentato dai dubbi e dall'incertezza mentre la ragazza, intuendo che il padre non riesce a capire il loro legame e non volendo rinunciare al suo amato, si dichiara pronta a scappare con lui. Tuttavia è proprio Uncas, che pur rimanendo colpito dall'amore sincero di Cora, saggiamente la convince a rimanere al forte nutrendo con l'amata ragazza la speranza di ritrovarsi un giorno e vivere insieme felici. Così, i tre guerrieri decidono di lasciare il forte e ritornare alla loro vita di sempre, almeno momentaneamente.
13. La staffetta: Mentre le ragazze faticano a riabituarsi alla vita civile, l'assedio francese diventa sempre più duro, così il colonnello Munro decide di inviare una staffetta con una richiesta di aiuto al generale Webb. L'uomo porta il messaggio al vicino Fort Edward, ma il generale rifiuta di inviare rinforzi, ritenendo la difesa di Fort Henry un problema secondario. Al ritorno, la staffetta viene intercettata da Magua, ma prima di morire riesce a riferire il messaggio ai mohicani, che tornano al forte per riferire. Munro non crede alle loro parole, anzi fa arrestare Occhio di Falco che ha aiutato alcuni coloni a disertare e lo condanna a morte.
14. Il massacro: La situazione al forte è sempre più disperata a causa dell'assedio dei francesi che stanno attaccando con più intensità e allo stesso tempo Occhio Di Falco rischia di essere impiccato. Alice che si è innamorato di Occhio Di Falco supplica Duncan di convincere il padre a lasciarlo andare ma Duncan resosi conto dei sentimenti di Alice nei confronti del giovane cacciatore rifiuta di aiutarlo fingendo di acconsentire e poi mentire con grande sdegno di Alice che realizza la terribile menzogna. Quella sera i francesi sferrano l'attacco decisivo con i mortai mentre Uncas e Grosso Serpente liberano Occhio di Falco dalla prigione, le condizioni sempre più difficili convincono Munro ad accettare la resa per evitare il massacro. Montcalm promette onori e vita salva a tutti gli inglesi, ma Magua, che vuole la morte del colonnello per ciò che ha fatto al suo villaggio e ad aver ucciso suo fratello e sua sorella, si ribella a questa decisione e scioglie la sua alleanza con Montcalm in modo da essere indipendente nelle sue decisioni e che qualunque cosa farà la responsabilità non ricadrà su Montcalm. Il mattino dopo nel bosco con i suoi uroni attacca gli inglesi in marcia. È un massacro, in pochi sopravvivono, tra cui Munro, Duncan, Gamut e Alice, mentre Cora viene rapita da Magua.
15. L'isolotto: Giunti a Fort Edward, Munro rinuncia alla carica di colonnello e parte con Duncan e un plotone di inglesi per liberare Cora seppur Alice le dica che è inutile andare con uomini che non sono esperti per quello che riguarda le tattiche offensive degli indiani che astuti nel nascondere le loro tracce e che sarebbe meglio chiedere aiuto ai mohicani ma Munro e Duncan per orgoglio rifiutano tale aiuto. Nel frattempo Magua cerca di far capire a Cora che lui la ama e vorrebbe solo renderla felice ma la ragazza lo rifiuta ripetutamente. Magua tuttavia sa che non potrà continuare a rifiutarlo a lungo e che volente o nolente Cora sarà la sua donna una volta portata al suo villaggio e l'avrà poi sposata inoltre le dimostra di essere molto protettivo verso di lei poiché non esita a difenderla da chi osa farle del male. Alice e Gamut sapendo entrambi che Munro e Duncan rischiano di morire vanno a chiedere aiuto ai mohicani, che accettano subito. Intanto il gruppo di Munro, attaccato da una tribù di Oneida, si rifugia su un isolotto sul fiume, ma solo l'intervento di Occhio di Falco, Uncas e Grosso Serpente salva lui e Duncan da morte certa.
16. La fuga di Magua: Il gruppo rintraccia finalmente gli uroni e li stermina con un attacco a sorpresa, ma Magua ha già lasciato il gruppo insieme a Cora, diretto verso un'altra tribù. L'indiano organizza una trappola per il gruppo, sorpreso in una gola e con Alice preda della febbre, ma ancora una volta l'intervento di Uncas risolve la situazione. L'inseguimento prosegue, nonostante le condizioni di Alice peggiorino.
17. Ticonderoga: Sorpreso da un temporale, il gruppo si accampa per far riposare Alice, in preda al delirio. La giovane si riprende, ma i francesi di Montcalm prendono tutti prigionieri, eccetto Uncas e Grosso Serpente. Il generale francese li conduce a Fort Ticonderoga, dove ha delle faccende da sbrigare: negoziare un'alleanza con gli Irochesi di Hendrick, a cui si sono uniti i due mohicani. Questi ultimi ottengono l'aiuto di Hendrick, che decide di non tradire la fiducia degli inglesi e, con la scusa di una partita di lacrosse, aiuta il gruppo a scappare.
18. La trappola: Magua lascia Cora in un villaggio vicino, dove una vecchia indiana insegna alla giovane come diventare una buona moglie Magua ordina all'anziana di istruire Cora e allo stesso tempo ordina che la ragazza sia rispettata e trattata con ogni riguardo ingiungendo anche che se al suo ritorno scoprisse che la ragazza non è stata trattata col dovuto riguardo o se fosse fuggita lui ucciderà l'anziana. Intanto il dottor Gamut si perde nella foresta e viene catturato da una tribù Seneca, un tempo una tribù ospitale ma poi resa ostile da uno stregone fanatico adorante di un dio sanguinario con un forte odio per i bianchi e che ha l'abitudine di strappare i cuori delle sue vittime per offrirli al suo dio ma grazie al ricomparso Nootka riesce a salvarsi e spacciarsi per un grande stregone poiché i Seneka hanno timore dello spirito dell'orso e quindi grazie al fatto che Nootka è suo amico tutti i Seneka lo credono uno stregone di conseguenza lo liberano eleggendolo loro stregone. Nel frattempo Magua inganna gli inseguitori con una falsa pista e tende loro una trappola, ma il suo attacco fallisce e, ferito, precipita in un fiume.
19. I due stregoni: Mentre Uncas e Grosso Serpente sono lontani per cercare un antidoto per Munro, morso da un crotalo, gli altri vengono trovati e imprigionati dai Seneca. Al loro villaggio lo stregone fanatico vuole ucciderli a causa del suo odio per i bianchi ma qui i mohicani ritrovano Gamut, divenuto stregone grazie alla sua amicizia con Nootka, e il medico con uno stratagemma riesce a salvare Munro e a liberare gli altri riuscendo a scacciare lo stregone fanatico che nel bel mezzo della battaglia che ne consegue dopo essere finito abbrustolito in una tenda in fiamme fugge dal villaggio in preda al terrore. Intanto Magua riesce a curarsi dalle ferite e cerca di tornare al villaggio dove ha lasciato Cora.
20. Testa nera: Al villaggio, Cora nonostante gli ordini di Magua di essere trattata con ogni riguardo subisce mille vessazioni dagli indiani, in particolare dall'anziana che l'ha in custodia, ma riesce a fare amicizia con un lupo dal pelo scuro che chiama Testa nera. L'animale le porta del cibo, la difende dalla vecchia, e infine l'aiuta a fuggire. Seguendo Magua, anche Uncas e gli altri arrivano al villaggio e lanciano l'attacco, Magua scopre non solo la fuga di Cora ma anche i maltrattamenti che la ragazza ha ricevuto e capisce che i suoi ordini di trattarla con ogni riguardo non sono stati rispettati e quindi fuori di sé dalla rabbia credendo Cora morta in quanto l'amava si prepara a uccidere la vecchia per non aver rispettato il suo ordine ma viene assalito da Uncas ma prima che il mohicano possa ucciderlo la vecchia lo stordisce colpendolo con un vaso in testa per poi gettarsi ai piedi di Magua supplicando il suo perdono ma l'urone nonostante l'anziana lo abbia salvato la uccide comunque ritenendo che lui avendo promesso di fare ciò mantiene sempre le sue promesse. Magua fugge ma viene stanato da Grosso Serpente e Uncas che lo catturano riuscendo a imprigionare l'urone e costringendolo a collaborare grazie ad un antico metodo di tortura mohicano. Intanto Cora vaga da sola per i boschi.
21. La taverna di Dupont: Sorpreso da una tormenta di neve, il gruppo trova riparo nella locanda di Philippe Dupont, un povero cieco che si fa aiutare da una ragazza indiana, Cerva Bianca, che lui salvò e prese come una figlia quando era solo una bambina. Nella locanda arriva anche un gruppo di cacciatori presuntuosi e arroganti, che scatenano una rissa e vengono buttati fuori. Nella notte gli uomini tornano alla carica e appiccano il fuoco alla taverna, e nella confusione Magua fugge con Alice. Dupont muore nell'incendio, e Cerva Bianca decide di unirsi al gruppo dei mohicani. Intanto Cora, affamata e allo stremo delle forze, trova rifugio proprio nella capanna dei cacciatori.
22. Inferno bianco: Magua lascia Alice ad un gruppo di uroni, il cui capo la vuole come moglie, scoprendo inoltre che Cora è viva trovandone le tracce vicino a un precipizio perciò Magua sollevato dalla scoperta che la ragazza è viva riparte in cerca di Cora. Intanto quest'ultima cura uno dei cacciatori, che è sopravvissuto allo scontro con i mohicani, ma presto si rende conto dell'indole malvagia dell'uomo, e per impedirgli di nuocerle lo chiude fuori dalla capanna in mezzo alla tormenta nella speranza di farlo morire congelato ma l'uomo persa del tutto la ragione sfonda la porta con un'ascia e tenta di uccidere la ragazza e solo l'intervento di Magua la salva. Cora nonostante Magua l'abbia salvata gli rinfaccia i maltrattamenti subiti dalla megera a cui l'aveva affidata e Magua prova a parlarle e le spiega che non aveva idea che l'anziana a cui l'aveva affidata le avrebbe fatto del male e tenta di scusarsi per quanto accadutogli ma Cora fugge seppur fuori ci sia una tempesta di neve. Magua la insegue sapendo che rischierebbe di morire e la ragazza finisce per scivolare da un dirupo ma riesce a sopravvivere cadendo a terra priva di sensi. Vedendola a terra Magua si cala dal dirupo per recuperarla ma qualcuno la porta via prima di lui. Duncan, travolto da una valanga, rischia la morte per assideramento, ma grazie a Cerva Bianca riesce a sopravvivere al freddo. Chi ha portato via Cora è stato Piccolo Pugnale che l'ha portata via per nasconderla da Magua e tenerla così al sicuro.
23. I due orsi: Cora viene trovata nella foresta da Yaku e Piccolo Pugnale, che si è riunito alla sua tribù Delaware. Intanto i mohicani e gli inglesi arrivano al villaggio urone in cui è tenuta prigioniera Alice, e Gamut si finge ancora lo stregone degli orsi, con l'aiuto di Nootka, per infiltrarsi nella tribù. Nonostante l'arrivo di Magua, la sorpresa riesce, Alice viene liberata, e il gruppo riparte in cerca di Cora. Intanto, tra Duncan e Cerva Bianca sembra nascere qualcosa.
24. La sfida: Uncas, Munro e gli altri scoprono finalmente dove si trova Cora. Purtroppo anche Magua si accorge del suo nascondiglio. Tutti si ritrovano nella tenda del capo dei Delaware per decidere le sorti della ragazza. Magua la chiede in moglie, ma Munro non è d'accordo. Il capo dei Delaware dichiara che quando è un capo-villaggio a chiedere una donna, il parere del padre non conta, a meno che egli non abbia già impegnato la propria parola concedendola ad un altro guerriero. Munro, dopo un attimo di riflessione, dice che Uncas ha già chiesto Cora prima di Magua e che egli gliel'ha concessa con gioia. Allora Magua sfida Uncas. Ma il capo dei Delaware non vuole che il sangue dei due guerrieri bagni il suolo del suo villaggio e quindi stabilisce che chi per primo riuscirà a portare una penna dell'aquila al villaggio, sarà il vincitore. I due guerrieri partono soli e senza armi. Uncas riesce ad uccidere l'aquila, a prenderne una penna e ad arrivare per primo al villaggio. Ma subito dopo compare Magua portando l'aquila uccisa da Uncas. Prendendosi il merito di aver eliminato l'animale, l'urone dichiara che deve essere egli il vincitore. Gli anziani del villaggio decidono che sarà Magua a sposare Cora e la ragazza viene condotta al villaggio degli Uroni.
25. La tartaruga blu: Da una collina Uncas vede salire dal villaggio degli Uroni il fumo che indica l'inizio dei preparativi per il matrimonio di Magua e Cora. Vorrebbe intervenire, ma Grosso Serpente gli intima di comportarsi con onore, perché niente può fermare un matrimonio indiano eccetto la guerra. Nel frattempo gli Uroni continuano a fare i padroni nel vicino villaggio dei Delaware. Uncas esorta gli abitanti a reagire, ma essi gli si rivoltano contro, perché hanno troppa paura di essere uccisi. Allora Uncas dice di essere disposto a morire per mano dei Delaware se pensano così di placare gli Uroni. Un giovane gli si avvicina con un pugnale, ma quando solleva la collana dorata di Uncas per colpirlo al petto, si accorge che il guerriero ha un tatuaggio blu a forma di tartaruga. Tale tatuaggio è simbolo della stirpe dei capi delle sei nazioni, di cui i Delaware fanno parte, una stirpe che essi credevano estinta. Uncas si offre di guidare in guerra i Delaware contro gli Uroni e l'anziano capo del villaggio dichiara di aver finalmente trovato chi può degnamente sostituirlo. Magua prova ad insinuare che i Delaware sono degli stupidi perché Uncas combatte solo per riavere la sua donna, ma il Mohicano dichiara che oramai gli preme sia la salvezza di Cora, che la libertà del suo popolo, e che li combatterebbe ugualmente, perché adesso vuole riscattare l'onore dei Delaware ma da a Magua una possibilità di evitare la guerra ovvero restituirgli Cora e lasciare in pace per sempre il popolo Delaware chiedendo inoltre scusa per tutte le prepotenze e soprusi subiti nel corso degli anni. Magua rifiuta e ritorna al suo villaggio e alla vista di Cora vestita per le nozze dichiara che non è tempo di matrimonio, è tempo di guerra. Nel frattempo Alice trova finalmente il coraggio di dichiararsi ad Occhio-di-falco.
26. L'ultimo dei mohicani: I Delaware con a capo Uncas si preparano alla guerra. Munro vede Alice insieme ad Occhio-di-falco e confessa a Grosso Serpente che fino a poco tempo prima sarebbe inorridito, mentre adesso è felice per la figlia. I Delaware vengono a sapere da una spia che Magua ha chiamato rinforzi da altri villaggi degli Uroni. La situazione quindi sembra abbastanza disperata, ma Munro suggerisce ad Uncas di utilizzare la strategia "colpisci e scappa" per rimediare all'inferiorità numerica. I Delaware scendono a piedi verso il campo di battaglia, mentre gli Uroni arrivano a cavallo. Grazie alla strategia di Munro, i nemici subiscono subito gravi perdite e infine vengono colti di sorpresa da un secondo gruppo di soldati Delaware a cavallo, che li costringono alla fuga. Uncas guida i suoi uomini verso il villaggio urone per cercare Cora, ma scopre che Magua è riuscito a prendere la ragazza prima di scappare. Uncas, Grosso Serpente, Munro e Occhio-di-falco partono all'inseguimento. Magua sta trascinando Cora sul ciglio della montagna che sovrasta il villaggio. Ad un certo punto il passaggio sul monte si fa talmente stretto che chiunque decida di attraversarlo in quel punto verrà sicuramente colpito dai due guerrieri lasciati a guardia da Magua. Allora Munro chiede a Uncas di prendersi cura di sua figlia e si lancia verso i soldati , nonostante venga ferito a morte riesce con la spada ad uccidere i due guerrieri lasciati a guardia da Magua. Il suo sacrificio non è inutile, perché permette agli altri di raggiungere Magua. Grosso Serpente costringe a terra l'urone, ma non tollerando di colpire un uomo disarmato e di spalle, gli dice di voltarsi. Magua ne approfitta e, con una mossa sleale, riesce a colpirlo al cuore. Uncas si sostituisce al padre nel duello e riesce ad uccidere Magua. Cora è finalmente salva, ma al villaggio Delaware invece di festeggiare si piange la morte imminente di Munro e Grosso Serpente. Munro dice che può morire tranquillo, sapendo le figlie accanto agli uomini migliori che ha conosciuto e che si sente onorato di fare l'ultimo viaggio insieme a Grosso Serpente. Il giorno dopo, di fronte alle tombe dei due uomini si ritrovano Uncas, Cora, Occhio di Falco e Alice. Uncas chiede al padre di tenere un posto per lui per quando dovrà raggiungerlo presso il consiglio degli Spiriti dove sono già tutti i loro padri, un posto soltanto, perché lui è "l'ultimo dei Mohicani".

## Differenze rispetto al libro
- Nel libro, Occhio di Falco ha l'età di Grosso Serpente, e non all'incirca quella di Uncas, come sembra nel cartone.
- Nel libro è Cora la figlia maggiore di Munro, mentre nella serie la maggiore è Alice.
- Nel libro alla fine muoiono Uncas e Cora, mentre Magua viene ucciso da Occhio di Falco.
- Il colonnello Munro muore, mentre nel libro sopravvive.
- Nel romanzo David Gamut non è un medico, ma un insegnante di musica.
- Nella serie animata Alice si fidanza con Occhio di Falco, mentre nel romanzo sposa Duncan.
- Nel romanzo Uncas e Cora non sono mai stati fidanzati.
- I personaggi di Piccolo Pugnale, Corvo Nero, Yaku, Nootka e Cerva Bianca non esistono nel romanzo.